# MN 24. Harckocsi Ezred
A Magyar Néphadsereg 24. Harckocsi Ezred a Magyar Néphadsereg harckocsi ezrede volt. 1987-ben jogutód nélkül felszámolták.

## Története
Az ezred jogelődje a MN 24. Önálló Nehéz Harckocsi Rohamlöveg Ezred a HM Páncélos Parancsnokság alárendeltségében 1950. november
1-vel alakult meg Kalocsa helyőrségben. Az akkoriban létező HM Páncélos Parancsnokság alárendeltségébe tartoztak a teljesen feltöltött 1. Gépesített Hadtest (7. Gépesített és 18. Páncélos Hadosztályok) a 17. és a 24. Önálló Nehéz Harckocsi Rohamlöveg Ezredek.
1954-ben az ezred megnevezése 24. Harckocsi Ezredre változott és a kecskeméti 5. gépkocsizó lövészhadosztály parancsnoksága alá került.
Egy évvel később a ISZ–2 nehéz harckocsik Verpelétre kerültek, a SZU–122-esek pedig Bajára. Helyettük rendszeresítésre került 15 db T–34-es harckocsi. A 3. harckocsi zászlóalj pedig kiképző zászlóaljjá alakult át.
Az 1956-os forradalom utáni konszolidációval alárendeltsége újra megváltozott. A kiskunfélegyházai 7. gépkocsizó lövészhadosztály közvetlen alakulata lett egészen 1987-ig.
Mindkét alakulatot a RUBIN-feladatnak megfelelően jogutód nélkül felszámolták.
1957-ben a T–34-es harckocsik számát 46-ról 67-re növelték. Ezen kívül zárolt haditechnikát is őriztek a laktanyában.
1965-ben a korszerűtlen haditechnika lecserélésre került. A zászlóaljakat T–54- és T–55-ös harckocsikkal fegyverezték át.
Az 1. és 2. harckocsi zászlóalj első és második századai kiképzéssel foglalkoztak, amíg a harmadik századok zároltak voltak. A 3. harckocsi zászlóalj teljes egészében kiképző zászlóalj volt.
1966-ban részt vett az ezred a dunai árvízi mentési munkálatokban, ill. áttért a 3x8 hónapos kiképzési ciklusra.
1969-ben hajtotta végre első vízi átkeléses gyakorlatát Csorna bázison.
1972-ben került rendszeresítésre ZSZU–57–2 kiképző légvédelmi tüzérüteg. Az 1970-es években több hadgyakorlaton is jó eredménnyel vizsgázott. 1977-ben kerültek rendszeresítésre a hídvető harckocsi rajok és egy úszó harckocsi század került felállításra.
1981-ben megszüntetésre került az egyetemi előfelvételisek kiképzése, és az ezred áttért a 3x6 hónapos kiképzési rendszerre.
Az 1983-as évtől kezdődően fokozatosan csökkentették az állomány létszámát, keretesítésre került sor.
A vég 1987. augusztus 31-én következett be, amikor a 24. Harckocsi Ezred felszámolásra került.
Az alakulat felszámolása óta létrejött a 24. Harckocsi Ezred Baráti Kör, amely 2009-ben egyesületté alakult át. Minden év augusztus utolsó szombati napján találkoznak az ezrednél szolgált katonák.

## Parancsnokok
- Bérces Emil őrnagy (1950–1952)
- Csinos András őrnagy (1952–1954)
- Horváth István őrnagy (1954–1955)
- Szabó István őrnagy (1955–1957)
- Kis József őrnagy (1957–1958)
- Darányi Miklós őrnagy (1958–1963)
- Gulyás András őrnagy (1963–1967)
- Sántha Béla alezredes (1967–1980)
- Tálas Antal ezredes (1980–1982)
- Borszéki Tivadar alezredes (1982–1985)
- Purger Sándor alezredes (1985–1987)